# Saint-Aimé-du-Lac-des-Îles
Saint-Aimé-du-Lac-des-Îles es un municipio canadiense situado en la provincia de Quebec.

## Superficie
Saint-Aimé-du-Lac-des-Îles tiene una superficie de 161,61 km².

## Demografía
En 2021, tenía 815 habitantes, una densidad poblacional de 5 hab./km², y 481 viviendas.